# Meillac
Pour les articles homonymes, voir Meillac (homonymie).
Meillac est une commune française située dans le département d'Ille-et-Vilaine en région Bretagne, peuplée de 1 975 habitants.

## Géographie
Meillac se situe à 5 kilomètres de Combourg sur l'axe routier Fougères-Dinan et à 35 kilomètres de Rennes et Saint-Malo.

### Communes limitrophes
| Saint-Pierre-de-Plesguen (Mesnil-Roc'h) | Lanhélin (Mesnil-Roc'h)    | Bonnemain |
| Pleugueneuc                             | Meillac                    | Combourg  |
|                                         | La Chapelle-aux-Filtzméens |           |

### Hydrographie
Pour un article plus général, voir Réseau hydrographique d'Ille-et-Vilaine.
La commune est située dans le bassin Loire-Bretagne. Elle est drainée par le Biez Jean, le Linon, la Bouteillerie, le ruisseau de Fersac bouteillerie, le Tertrais et le Fersac,le ruisseau du Bois hue,,.
Le Biez Jean, d'une longueur de 30 km, prend sa source dans la commune de Lourmais et se jette  dans la baie du Mont-Saint-Michel en limite de Saint-Benoît-des-Ondes et de Hirel. 
Le Linon, d'une longueur de 36 km, prend sa source dans la commune de Trémeheuc et se jette  dans la Rance à Évran, après avoir traversé neuf communes. 
La Bouteillerie, d'une longueur de 13 km, prend sa source dans la commune de Trémeheuc et se jette  dans le Linon sur la commune, après avoir traversé quatre communes. 

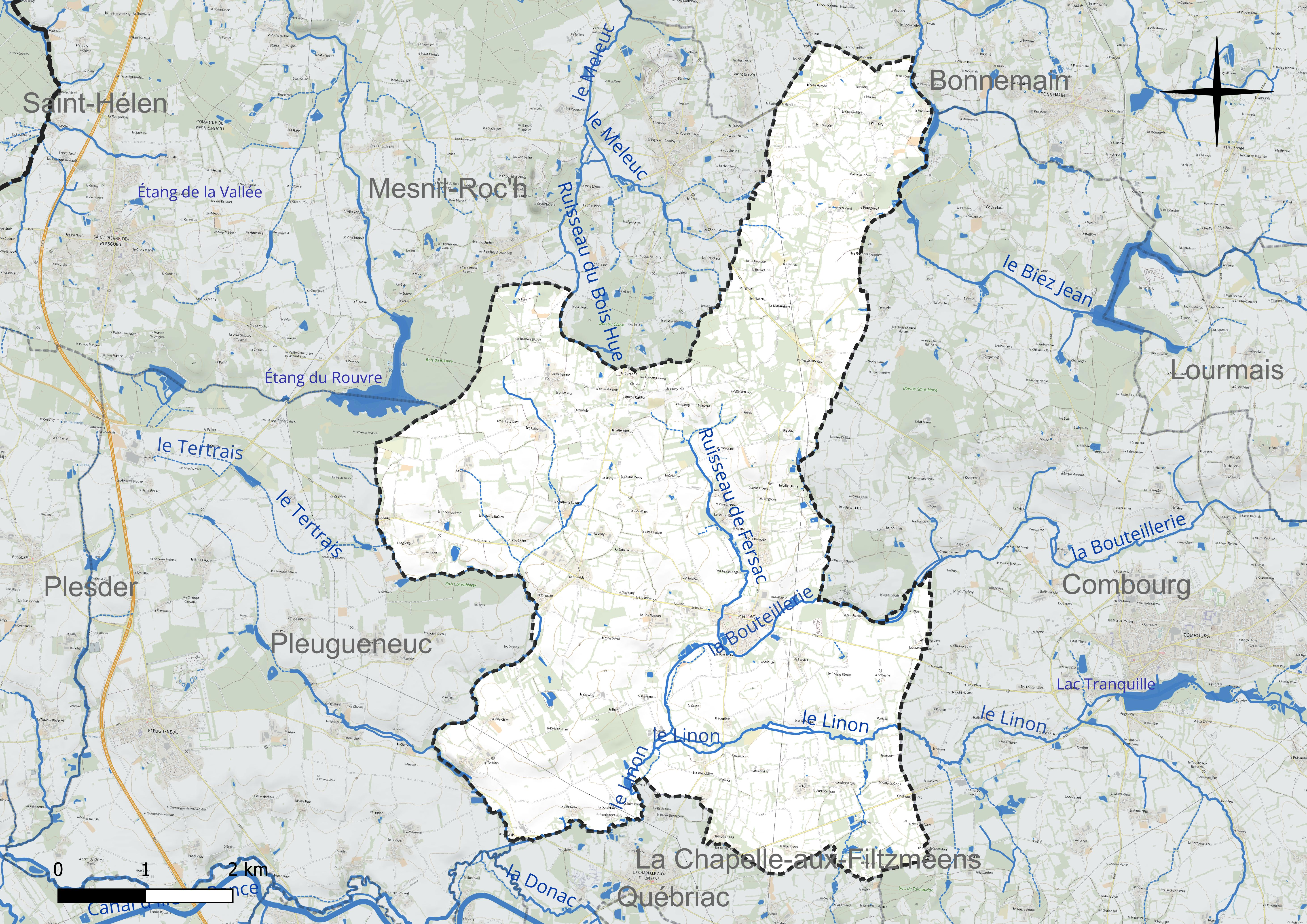
Réseau hydrographique de Meillac.

Un plan d'eau complète le réseau hydrographique : le lac Tranquille, d'une superficie totale de 27,9 ha (2,31 ha sur la commune),.

### Climat
Pour des articles plus généraux, voir Climat de la Bretagne et Climat d'Ille-et-Vilaine.
En 2010, le climat de la commune est de type climat océanique altéré, selon une étude du CNRS s'appuyant sur une série de données couvrant la période 1971-2000. En 2020, Météo-France publie une typologie des climats de la France métropolitaine dans laquelle la commune est exposée à un climat océanique et est dans la région climatique Bretagne orientale et méridionale, Pays nantais, Vendée, caractérisée par une faible pluviométrie en été et une bonne insolation. Parallèlement l'observatoire de l'environnement en Bretagne publie en 2020 un zonage climatique de la région Bretagne, s'appuyant sur des données de Météo-France de 2009. La commune est, selon ce zonage, dans la zone « Intérieur Est », avec des hivers frais, des étés chauds et des pluies modérées.
Pour la période 1971-2000, la température annuelle moyenne est de 11,4 °C, avec une amplitude thermique annuelle de 12,4 °C. Le cumul annuel moyen de précipitations est de 743 mm, avec 12,5 jours de précipitations en janvier et 6,9 jours en juillet. Pour la période 1991-2020, la température moyenne annuelle observée sur la station météorologique la plus proche, située sur la commune du Quiou à 16 km à vol d'oiseau, est de 11,6 °C et le cumul annuel moyen de précipitations est de 757,4 mm,. Pour l'avenir, les paramètres climatiques de la commune estimés pour 2050 selon différents scénarios d'émission de gaz à effet de serre sont consultables sur un site dédié publié par Météo-France en novembre 2022.

## Urbanisme

### Typologie
Au 1er janvier 2024, Meillac est catégorisée commune rurale à habitat dispersé, selon la nouvelle grille communale de densité à sept niveaux définie par l'Insee en 2022.
Elle est située hors unité urbaine et hors attraction des villes,.

### Occupation des sols
L'occupation des sols de la commune, telle qu'elle ressort de la base de données européenne d'occupation biophysique des sols Corine Land Cover (CLC), est marquée par l'importance des territoires agricoles (94,7 % en 2018), une proportion sensiblement équivalente à celle de 1990 (95,5 %). La répartition détaillée en 2018 est la suivante :
zones agricoles hétérogènes (42,1 %), terres arables (36,7 %), prairies (15,9 %), forêts (4 %), zones urbanisées (1,3 %). L'évolution de l'occupation des sols de la commune et de ses infrastructures peut être observée sur les différentes représentations cartographiques du territoire : la carte de Cassini (XVIIIe siècle), la carte d'état-major (1820-1866) et les cartes ou photos aériennes de l'IGN pour la période actuelle (1950 à aujourd'hui).

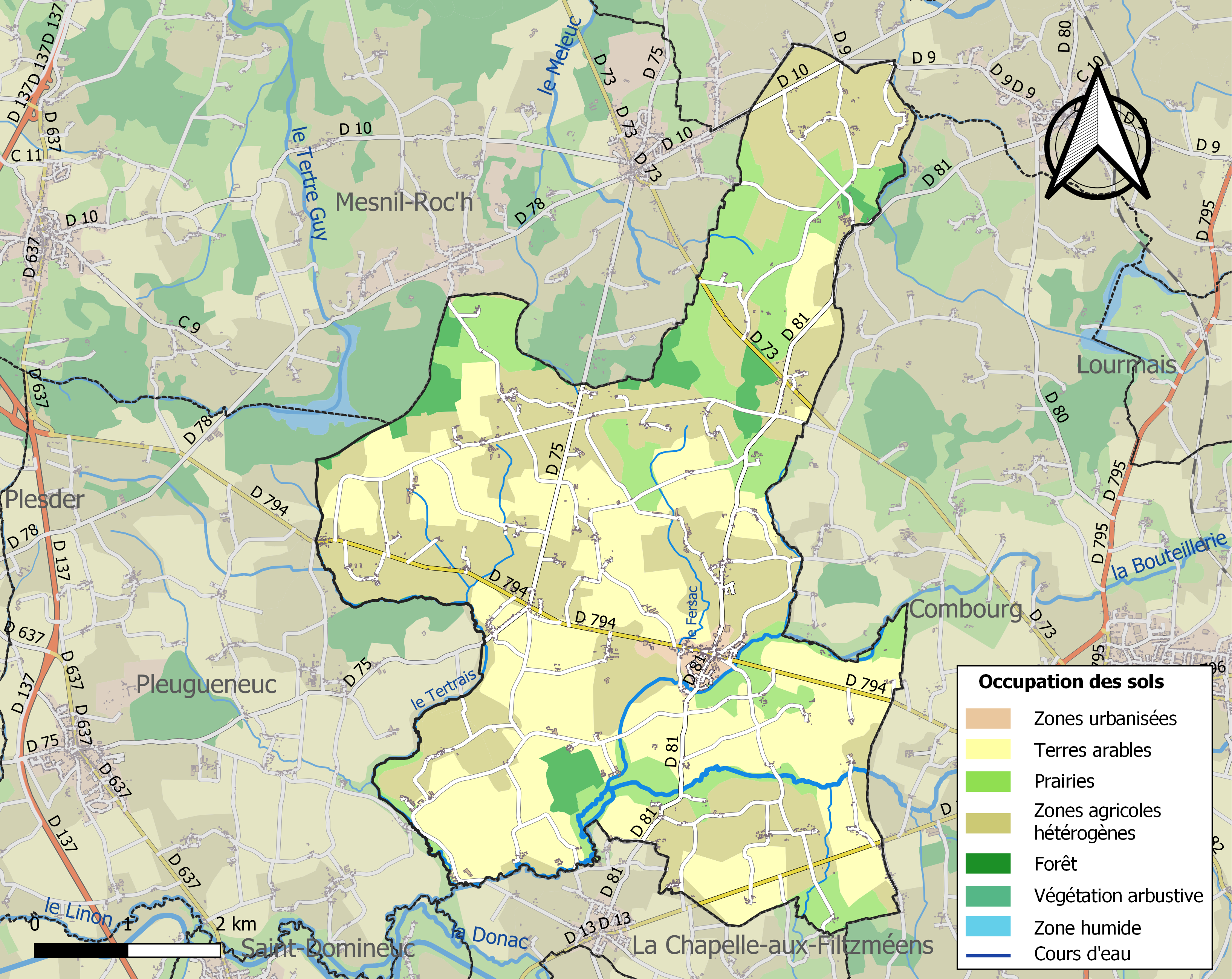
Carte des infrastructures et de l'occupation des sols de la commune en 2018 (CLC).

## Toponymie
Le nom de la localité est attesté sous les formes Milliac en 1137 ; Millac en 1190 - 1199 ; Melac en 1229 ; Meillac en 1516 ; Millac en 1630.
Il s'agit d'un type toponymique gaulois ou gallo-roman en -acum, suffixe marquant le lieu et la propriété.
Albert Dauzat qui ne connaissait pas de formes anciennes a associé Meillac aux autres Meilhac (graphie occitane, lh valant Y), Meilly, etc. dont le premier élément Meill- représente l'anthroponyme gaulois Mellius (Mellios).
Les formes les plus anciennes s'opposent à cette interprétation, en effet, Mill(i)ac est semblable à la série toponymique des Milly, Millac, Milhac, etc. dont le premier élément représente en général l'anthroponyme gaulois Milius d'après le même Dauzat.
Remarque : le fait que l'évolution phonétique romane -(i)ac > -é ne se soit pas produite est l'indice que le breton était encore parlé dans les environs avant le Xe siècle.
Le gentilé est Meillacois.

## Histoire
La paroisse de Meillac faisait partie du doyenné de Dol relevant de l'évêché de Dol et avait pour vocable de Saint-Martin. Elle avait comme trève La Chapelle-aux-Filzméens. Meillac est connue pour son lieu-dit la Bataille, qui renferme le souvenir du combat que Du Guesclin mena face à une troupe anglaise dirigée par le commandant Jean Felleton.

## Politique et administration

### Rattachements administratifs et électoraux
Meillac appartient à l'arrondissement de Saint-Malo et au canton de Combourg depuis sa création. Le redécoupage cantonal de 2014 a modifié sa composition et le canton englobe aujourd'hui la quasi-intégralité de la communauté de communes.
Pour l'élection des députés, la commune fait partie de la troisième circonscription d'Ille-et-Vilaine, représentée depuis février 2020 par Claudia Rouaux (PS-NFP). Auparavant, elle a successivement appartenu à la circonscription de Saint-Malo (Second Empire), la 2e circonscription de Saint-Malo (IIIe République), la 6e circonscription (1958-1986) et la 2e circonscription (1988-2012).

### Intercommunalité
Depuis le 6 décembre 1995, Meillac appartient à la communauté de communes Bretagne Romantique. Cette intercommunalité a succédé à l'association pour le développement économique du Combournais puis au SIVOM des cantons de Combourg, Tinténiac et Pleine-Fougères, fondé en décembre 1979, auquel appartenait la commune.

### Administration municipale
Le nombre d'habitants au dernier recensement étant compris entre 1 500 et 2 499, le nombre de membres du conseil municipal est de 19.

### Liste des maires
| Période                                  | Période                   | Identité         | Étiquette | Qualité                                                                                          |
| ---------------------------------------- | ------------------------- | ---------------- | --------- | ------------------------------------------------------------------------------------------------ |
| ?                                        | 1921 (démission)          | Léon Leroux      |           | Ancien conseiller d'arrondissement                                                               |
| mai 1921                                 | février 1926              | Alphonse Leroux  |           | Négociant                                                                                        |
| février 1926                             | mars 1965                 | Pierre Desouches | RG        | Négociant Officier de l'Instruction publique (1939)                                              |
| mars 1965                                | mars 1977                 | Gervais Lemur    |           |                                                                                                  |
| mars 1977                                | juin 1995                 | René Lecointe    |           | Agriculteur, maire honoraire Adjoint au maire (1971 → 1977) Chevalier du Mérite agricole         |
| juin 1995                                | mars 2001                 | Francis Plihon   |           | Agriculteur Adjoint au maire (1977 → 1989)                                                       |
| mars 2001                                | mars 2008                 | Joël Rouxin      |           | Granitier, maire honoraire                                                                       |
| mars 2008                                | mars 2014                 | Francis Plihon   |           | Agriculteur, maire honoraire                                                                     |
| mars 2014                                | En cours (au 26 mai 2020) | Georges Dumas    | PS        | Agent de maîtrise Vice-président CC Bretagne Romantique (2016 → ) Réélu pour le mandat 2020-2026 |
| Les données manquantes sont à compléter. |                           |                  |           |                                                                                                  |

## Démographie
L'évolution du nombre d'habitants est connue à travers les recensements de la population effectués dans la commune depuis 1793. Pour les communes de moins de 10 000 habitants, une enquête de recensement portant sur toute la population est réalisée tous les cinq ans, les populations de référence des années intermédiaires étant quant à elles estimées par interpolation ou extrapolation. Pour la commune, le premier recensement exhaustif entrant dans le cadre du nouveau dispositif a été réalisé en 2006.
En 2022, la commune comptait 1 975 habitants, en évolution de +8,28 % par rapport à 2016 (Ille-et-Vilaine : +5,46 %, France hors Mayotte : +2,11 %).
La densité est de 61,32 hab/km2.
| 1793  | 1800  | 1806  | 1821  | 1831  | 1836  | 1841  | 1846  | 1851  |
| ----- | ----- | ----- | ----- | ----- | ----- | ----- | ----- | ----- |
| 1 700 | 1 754 | 1 762 | 1 899 | 1 965 | 2 004 | 1 914 | 2 163 | 2 188 |

| 1856  | 1861  | 1866  | 1872  | 1876  | 1881  | 1886  | 1891  | 1896  |
| ----- | ----- | ----- | ----- | ----- | ----- | ----- | ----- | ----- |
| 2 263 | 2 266 | 2 242 | 2 300 | 2 360 | 2 407 | 2 425 | 2 508 | 2 468 |

| 1901  | 1906  | 1911  | 1921  | 1926  | 1931  | 1936  | 1946  | 1954  |
| ----- | ----- | ----- | ----- | ----- | ----- | ----- | ----- | ----- |
| 2 351 | 2 288 | 2 205 | 1 860 | 1 785 | 1 735 | 1 657 | 1 599 | 1 587 |

| 1962  | 1968  | 1975  | 1982  | 1990  | 1999  | 2006  | 2011  | 2016  |
| ----- | ----- | ----- | ----- | ----- | ----- | ----- | ----- | ----- |
| 1 566 | 1 424 | 1 295 | 1 357 | 1 380 | 1 352 | 1 568 | 1 780 | 1 824 |

| 2021  | 2022  | - | - | - | - | - | - | - |
| ----- | ----- | - | - | - | - | - | - | - |
| 1 955 | 1 975 | - | - | - | - | - | - | - |

## Lieux et monuments

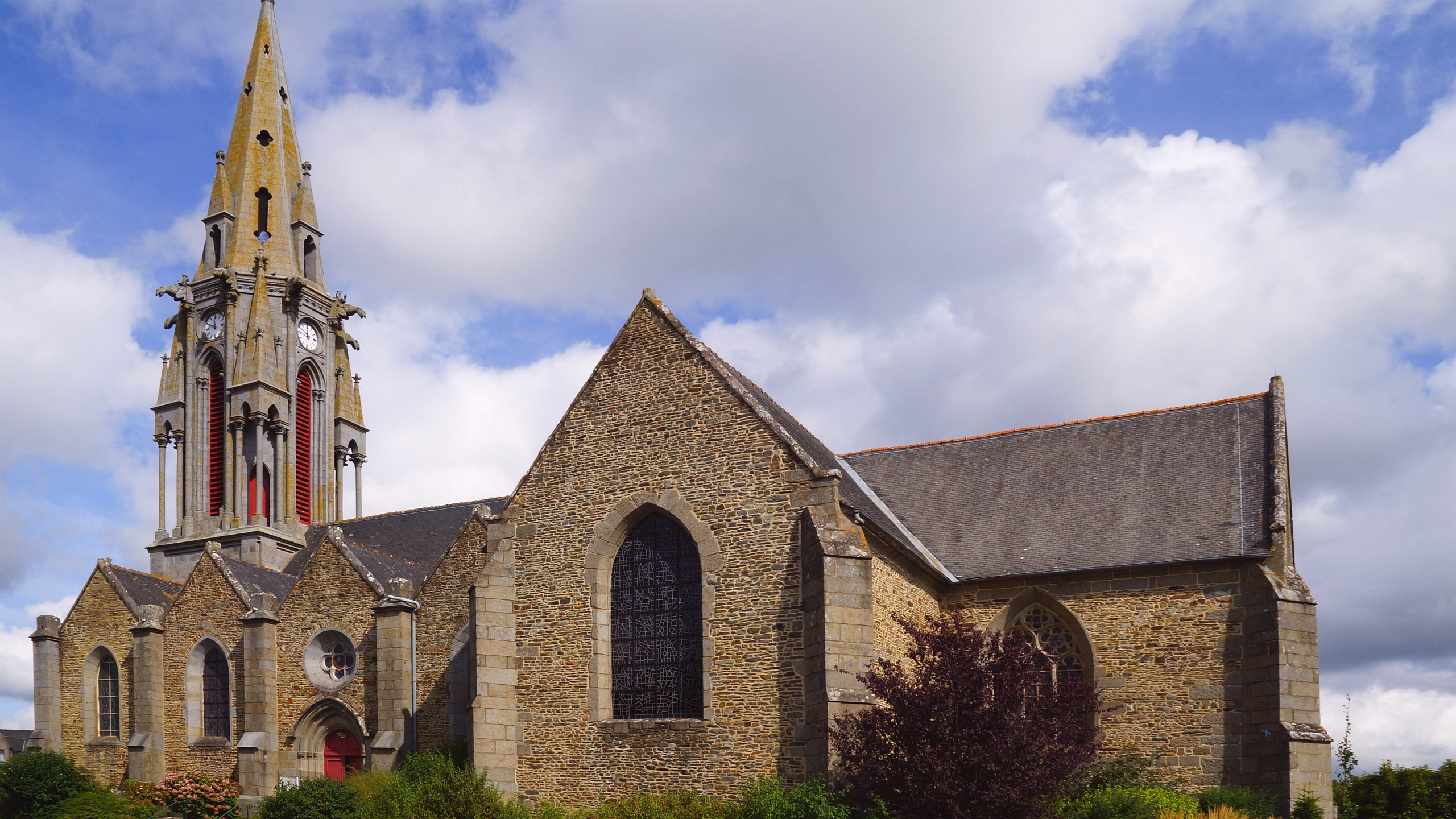
L'église Saint-Martin.

- L'église Saint-Martin qui présente un riche mobilier classé ou inscrit[35].
- La motte féodale dite de la Butte du Tertrais est, selon Paul Banéat, de l'assiette d'une forteresse antérieure au XIIe siècle.
- La croix de Bourgneuf est probablement d'une croix de justice. En 1416, Gervaise du Bourgneuf épouse Olivier de La Feuillée. Sur cette croix gravée d'une épée sur chaque face, semble inscrit le prénom Olivier.
- La grotte de Notre-Dame-de-Lourdes a été créée en 1877, par Clovis Salin, la grotte est dédiée à Notre-Dame de Lourdes. C'est la copie conforme de la Vierge de Lourdes.

Mobilier de l'église Saint-Martin
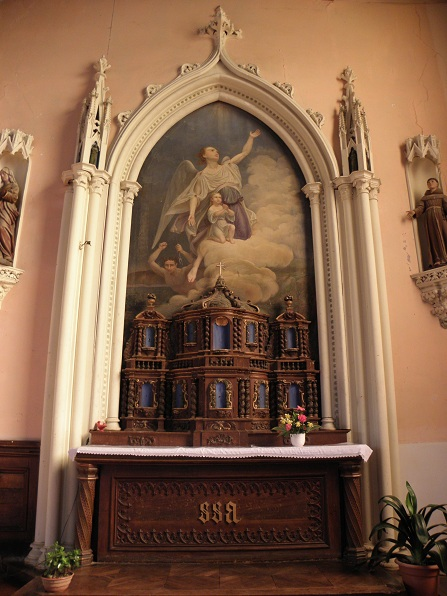
Autel du transept sud
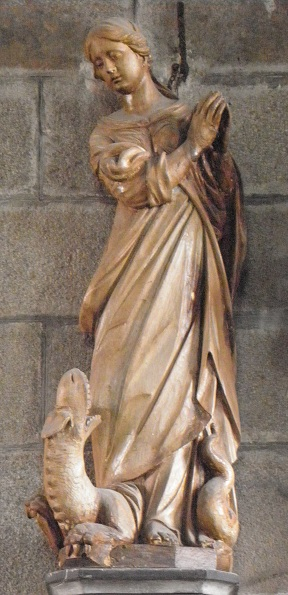
Statue de Sainte-Marguerite
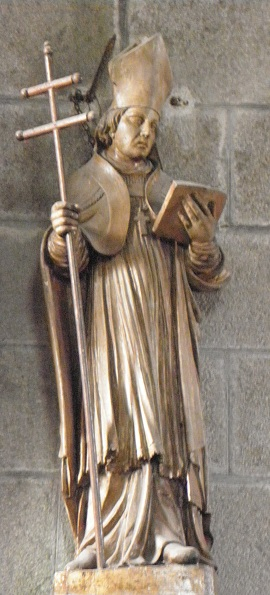
Statue de Saint-Martin
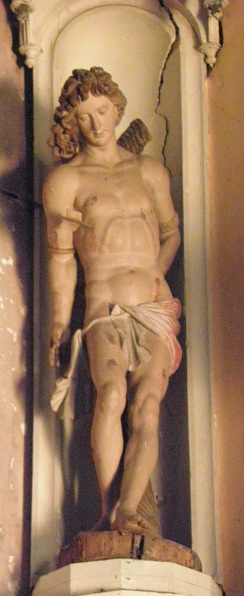
Statue de Saint-Sébastien

## Personnalités liées à la commune
- Louis-Julien-Jean Aulnette du Vautenet (1786-1853), artiste peintre mort au château du Breil, à Meillac.